# Filip Dewinter
Philip Michel Frans "Filip" Dewinter, född 11 september 1962 i Brygge, är en flamländsk politiker i Belgien. Han är en av de ledande medlemmarna i Vlaams Belang, ett nationalistiskt och separatistiskt politiskt högerparti.